# Seeberger Sandstein

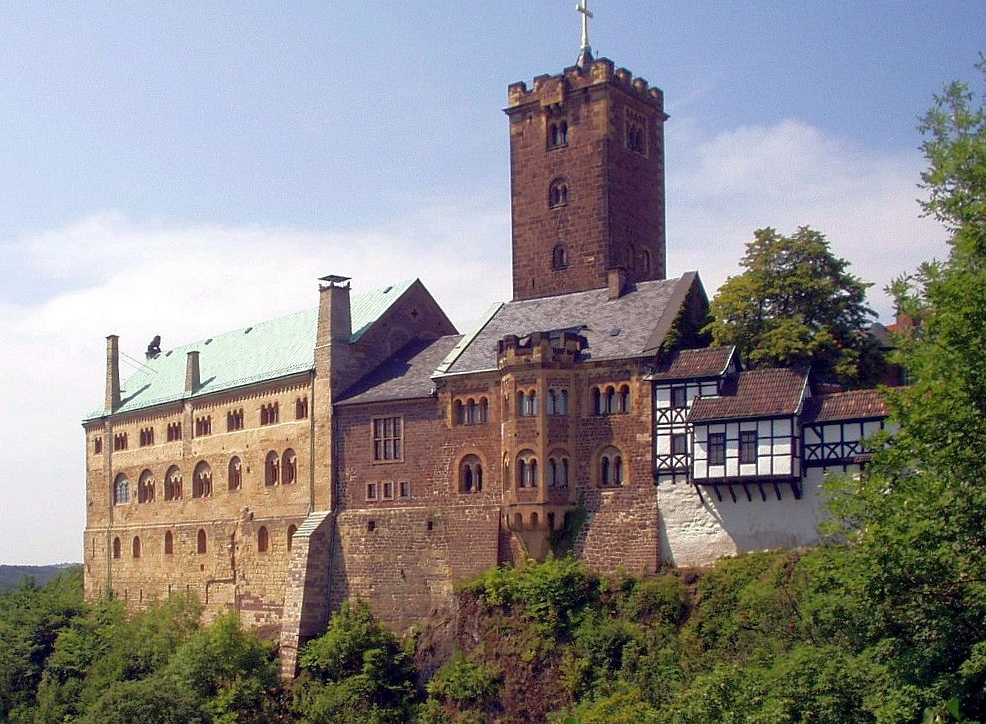
Bergfried der Wartburg aus Seeberger Sandstein

Seeberger Sandstein ist ein Sandstein des Oberen Keuper (Rätkeuper) und wird den Rätsandsteinen zugeordnet. Sein Vorkommen liegt am Großen Seeberg bei Gotha in Thüringen südlich von Wandersleben. Vom Seeberg wird sein Name abgeleitet. Derzeit (2017) sind zwei Steinbrüche, der schon zu historischer Zeit aktive „Kammerbruch“ und der neue „Güntherslebener Bruch“, in Betrieb. Des Weiteren gibt es ein Vorkommen dieses Sandsteins bei Creuzburg an der Werra, das heute nicht mehr gebrochen wird und vergleichbare Qualitäten aufweist.

## Vorkommen
Der Seeberger Sandstein besteht aus dunklen Tonen und Quarzkörnern, die Wechsellager bilden. In diesem Vorkommen liegt zuunterst eine Bank mit 9 bis 12 Metern Mächtigkeit aus hellen Sandstein, darüber 6 bis 8 Meter tongebundene Schichten und oben liegt die Werksteinbank mit dem Seeberger Sandstein mit zirka 12,5 Metern Bankhöhe als Hauptbank. Die Hauptbank unterteilt sich in einzelne etwa 1 Meter hohe Bänke, die durch Toneinlagerungen getrennt sind. Über der Hauptbank liegen Mergel und sandige Schiefer.

## Mineralogie
Es handelt sich um einen feinkörnigen, quarzitisch gebundenen Sandstein (95–99 % Quarzanteil). Seine Korngröße liegt zwischen 0,04 und 2 Millimeter. Seine braune bis gelbe Farbe stammt vom Limonit (Brauneisenstein), einer Kombination natürlicher Eisenverbindungen. Er zeigt häufig eine braune Aderung. Seine Druckfestigkeit liegt zwischen 500 und 1000 kg/cm². Er führt geringe Anteile von Glimmer. Durch seine weitestgehend quarzitische Bindung ist er sehr verwitterungsfest. Seine Druckfestigkeit schwankt zwischen 50 und 110 MPa und seine Biegefestigkeit liegt zwischen 11 und 13 MPa.

## Verwendung und Bauwerke
Dieser Sandstein wurde vor allem für Mauersteine, Fassadenplatten, Gartengestaltungen und als Kleinpflaster verwendet, ferner auch als Schleifstein.
Bauwerke:
- Berlin:
  - Ministerium des Inneren (altes)
  - Reichstelegraphenamt
  - Auswärtiges Amt am Wilhelmsplatz
- Gdańsk (Danzig):

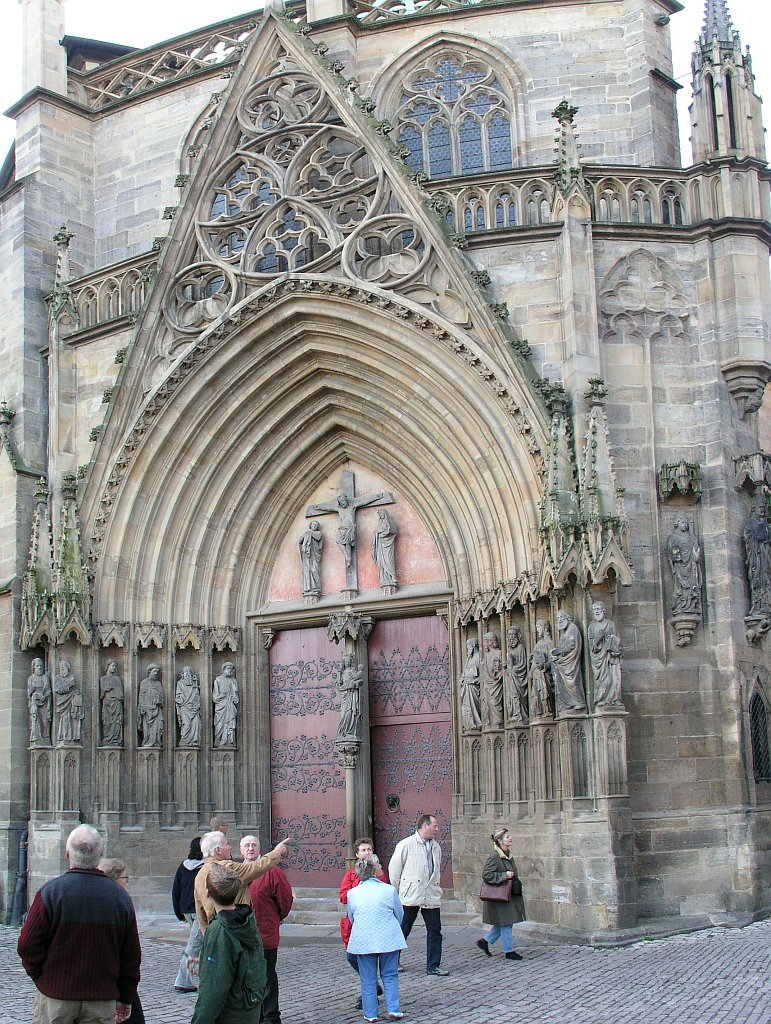
Gotisches Portal am Dom von Erfurt

  - Gebäude des Oberpräsidiums der Preußischen Provinz Westpreußen
- Eisenach: 
  - Wartburg
- Erfurt:
  - Erfurter Dom
  - Collegium Maius
- Halle (Saale):
  - Gebäude des Oberbergamtes
- Gotha
  - Staatliche Regelschule „Andreas Reyher“